# Стилиян Кръстев
Стилиян Стилиянов Кръстев е габровски духовник от първата половина на 20-то столетие, ставрофорен свещеноиконом.

## Биография
Роден е през 1882 г. в търновското село Самоводене и завършил Богословното училище в Самоков. От 1922 г. се установява и служи в Габрово в продължение на две и половина десетилетия. Дългогодишен архиерейски наместник е, председател е на Православното християнско братство в града и активен общественик. Инициатор е за построяването на Девическия пансион при Девическия манастир в града и на триетажното старопиталище в двора на манастира (1935 г.; съборено 1961 г.). През 1945 г. открива енорийско училище с 21 ученици, което съществува две години. Получава офикия ставрофорен свещеноиконом.

## История
След завършване на богословското училище от 1900 до 1907 г., Стилиян Кръстев е учител във Велико Търново. На 9 май 1904 г. се венчава за Марийка Петкова Мутафова от Велико Търново. Семейството им има 4 деца.
За свещеник е ръкоположен на 19 април 1907 г. в църква "Свети Атанас" във Велико Търново, където служи до 1921 година. По епархийска воля е назначен за свещеник в църквата "Света Троица" и от 1 януари 1922 г. се премества със семейството си в Габрово. В тази църква служи до края на живота си.

### Председател на православното християнско братство
През 1925 година свещеник Стилиян Кръстев е избран за председател на православното християнско братство и редовно преизбиран до 1936 година.
Една от големите му заслуги се състои в това, че той е един от първите габровски свещеници, който работи за приобщаване на детски души към Бога, за утвърждаване на православната вяра. Под негово ръководство на 26 юни 1931 година в Габрово е създадено юношеско Православно християнско дружество "Свети апостоли Петър и Павел".
Той създава през 1945-1946 година в противовес на забраната в училищата за изучаване на вероучение младежко дружество "Християнче". Стилиян Кръстев открива енорийско училище при църквата "Света Троица" с 21 ученика от I до III клас. Въпреки забраната на инспекторите от училищата, децата ходят с удоволствие.

### Архиерейски наместник
Назначен е за Габровски архиерейски наместник на 1 януари 1930 г. от Негово Високопреосвещенство митрополит Филип. В богословското училище Стилиян Кръстев получава всестранна подготовка. Свирел е на цигулка и хармониум. Всекидневно е попълвал знанията на всички области на науката, изкуството и религията. Интересувал се е изключително много от билколечение. Имал е богата библиотека, която по негова воля през 1955 година е подарена на девическия манастир "Свето Благовещение".
Петър Проданов, родственик на свещеник Стилиян Кръстев, е записал за него: 
Поп Стилян - така му казваха габровци, беше обичан от всички, предпочитан за водосвети, служби, кръщения, венчавки. Предпочитаха заради личното му обаяние, авторитет, певчески и риторически качества. Беше сладкодумец. Изнасял е десетки беседи по училищата, църковни празници и надгробни слова."

Като свещеник в църквата "Света Троица" той се грижи за благоустрояването й. През 1945 г. по негово настояване се изработва архиерейският трон в храма от орехов материал от резбаря Петър Кънчев. Той изпълнява много съвестно и прецизно работата си, затова му възлагат и изработката на два малки иконостаса.

### Свещеноиконом
При посещение на църквата "Света Троица" на 14 януари 1947 година митрополит Софроний произвежда в чин свещеноиконом Стилиян Кръстев и му дава да носи подарения му от енориашите в знак на преклонение златен кръст. За този ден габровци дълго си спомнят. Помнят и думите на Митрополит Софроний:
"Ако проследим живота и дейността на иконом Стилян Кръстев, ние ще видим, че думите са станали дела и този народен пастир е служил с ревност на църквата и съгражданите си, той винаги се е придържал към апостолското послание : “че вяра без дела е мъртва" /Иаков 2:20/

### Смърт
32 години свещеник Стилиян Кръстев, с рядко срещано усърдие и постоянство, полага всички усилия, като не жали труд, време, здраве, за да прилага на дело високите християнски принципи за любов, милосърдие и грижи към нуждаещите се и обременени в живота хора. С дейността си по построяване старопиталище и на Девическия пансион в Габрово свещеник Стилиян Кръстев е оставил трайна следва в съзнанието на габровци и до днес. Въпреки че сградите вече не съществуват, хората си спомнят за този добър и сърдечен човек.
Умира внезапно на 12 февруари 1954 година. Погребението му се извършва от Великотърновския митрополит Софроний, 15 свещеници и многоброен народ. За последния му земен път в летописната книга на църквата е вписано:
"Тържествено погребение, заслужена почит, но голяма загуба за църквата ни"